# Aidos
Aidos (řecky Αἰδώς) je v řecké mytologii bohyně studu, skromnosti a pokory. Byla poslední bohyní která po Zlatém věku opustila Zemi. Je blízkou společnicí bohyně pomsty Nemesis.
Možným otcem je titán Prométheus.